# Asaracus roeweri
Asaracus roeweri är en spindelart som beskrevs av Lodovico di Caporiacco 1947. Asaracus roeweri ingår i släktet Asaracus och familjen hoppspindlar. Inga underarter finns listade i Catalogue of Life.